# Shorany
Shorany (ukrainisch Згорани; russisch Згораны/Sgorany, polnisch Zgorany) ist ein ukrainisches Dorf in der Oblast Wolyn. Es ist im Rajon Kowel, etwa 16 Kilometer nordwestlich der Rajonshauptstadt Ljuboml und etwa 117 Kilometer nordwestlich der Oblasthauptstadt Luzk am Flüsschen Nerescha gelegen.

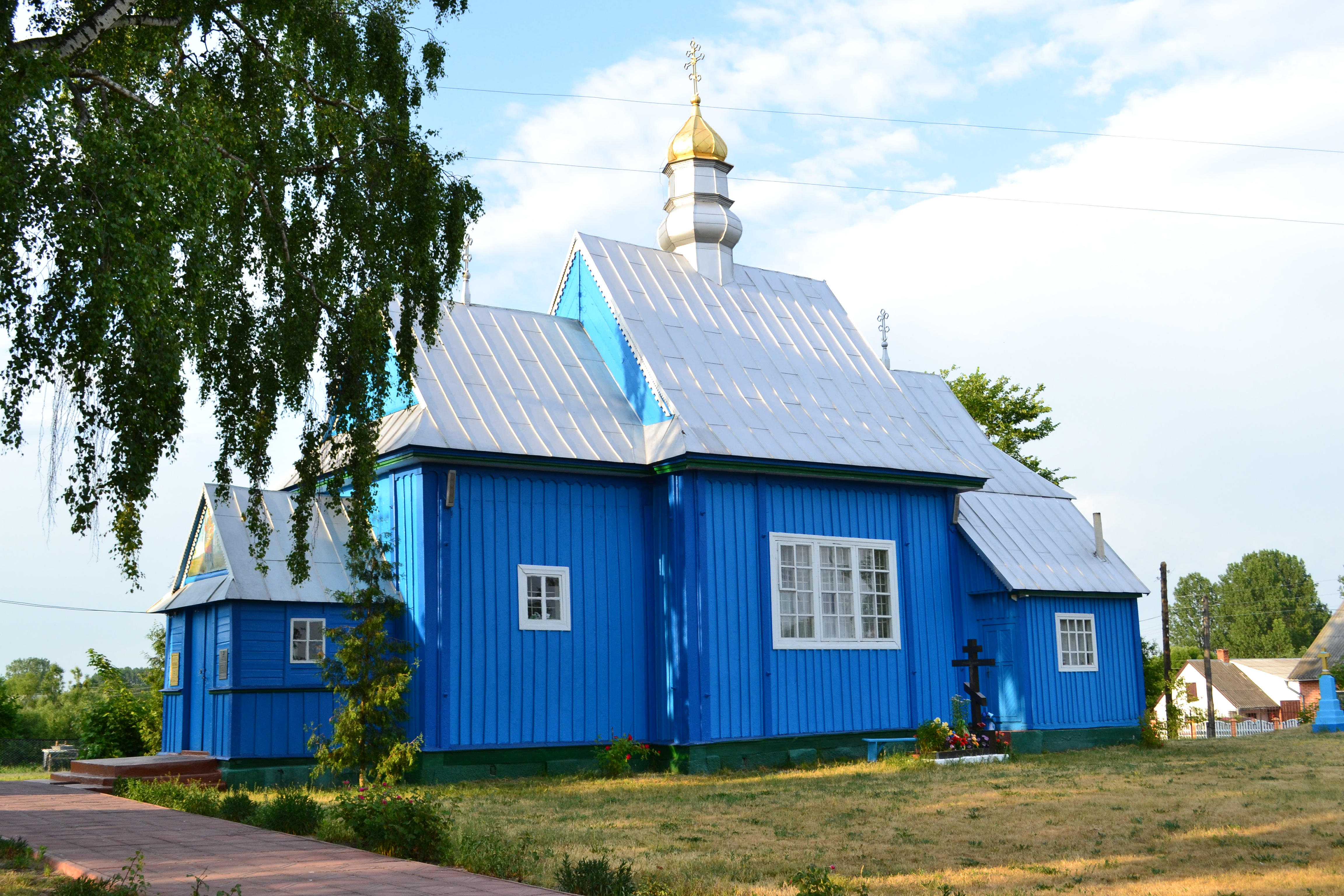
Kirche im Ort

Das Dorf wurde 1674 zum ersten Mal schriftlich erwähnt und gehörte bis zur dritten polnischen Teilung zur Adelsrepublik Polen (in der Woiwodschaft Ruthenien/Chełmer Land), kam dann zum Russischen Reich, wo es im Gouvernement Wolhynien lag. 1918/1921 fiel es an Polen und kam zur Woiwodschaft Wolhynien in den Powiat Luboml, Gmina Zgorany. Infolge des Hitler-Stalin-Pakts besetzte die Sowjetunion das Gebiet und machte den Ort im Januar 1940 zum Hauptort des gleichnamigen Rajons Shorany, im gleichen Jahr wurde die Verwaltung aber nach Holowne verlegt und Shorany blieb ein einfaches Dorf. Nach dem deutschen Überfall auf die Sowjetunion im Juni 1941 war der Ort bis 1944 unter deutscher Herrschaft (im Reichskommissariat Ukraine), kam nach dem Zweiten Weltkrieg wieder zur Sowjetunion, wurde in die Ukrainische SSR eingegliedert und gehört seit 1991 zur heutigen Ukraine.
Nördlich des Ortes befinden sich der Große Shorany-See und der Kleine Shorany-See.

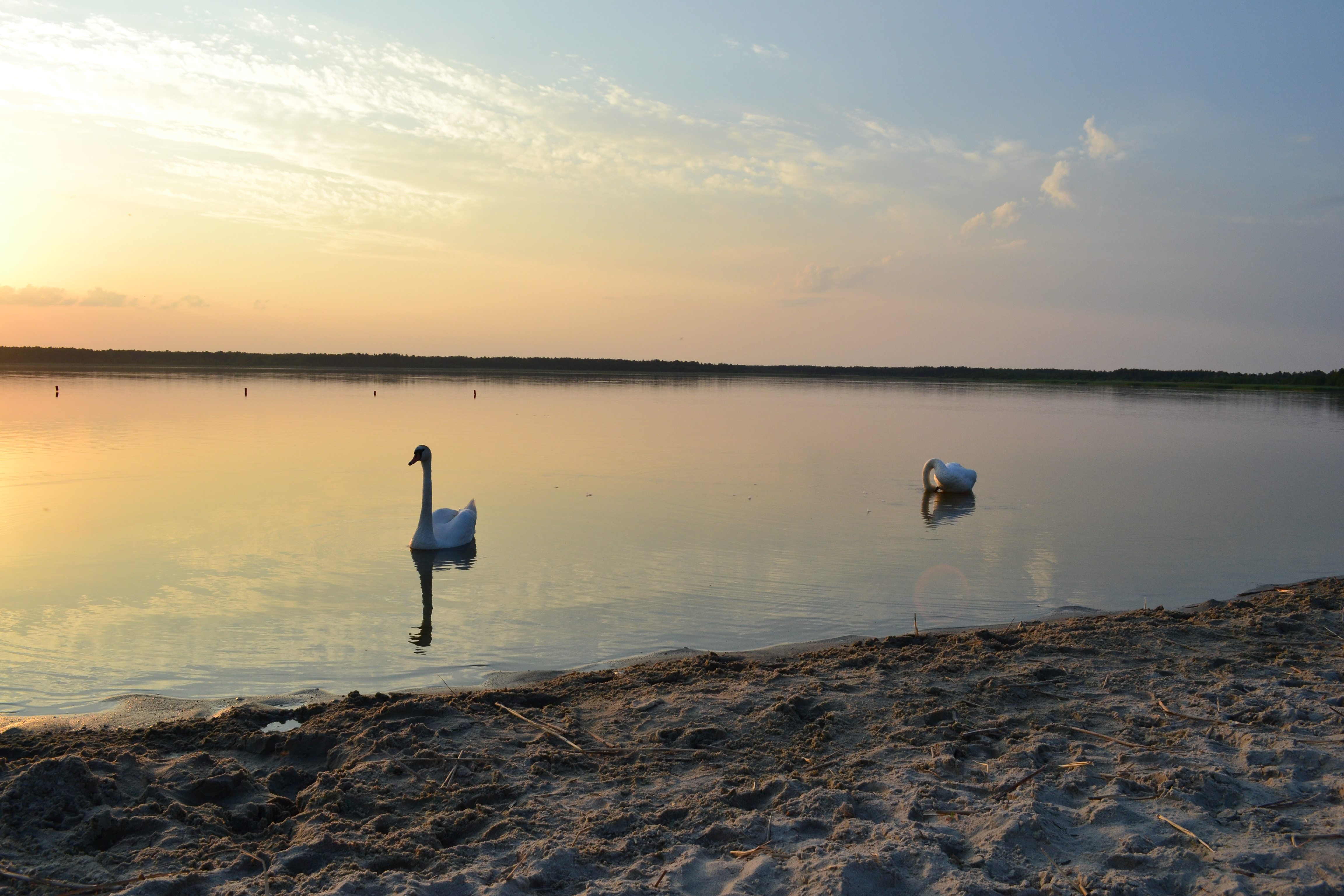
Blick auf den Shorany-See

Am 12. Juni 2020 wurde das Dorf ein Teil der Siedlungsgemeinde Holowne; bis dahin bildete das Dorf zusammen mit dem Dorf Hupaly (Гупали), Sylne (Сильне) und Saoserne (Заозерне) die gleichnamige Landratsgemeinde Shorany (Згоранська сільська рада/Shoranska silska rada) im Norden des Rajons Ljuboml.
Am 17. Juli 2020 wurde der Ort Teil des Rajons Kowel.